# Zaporoguie (région)

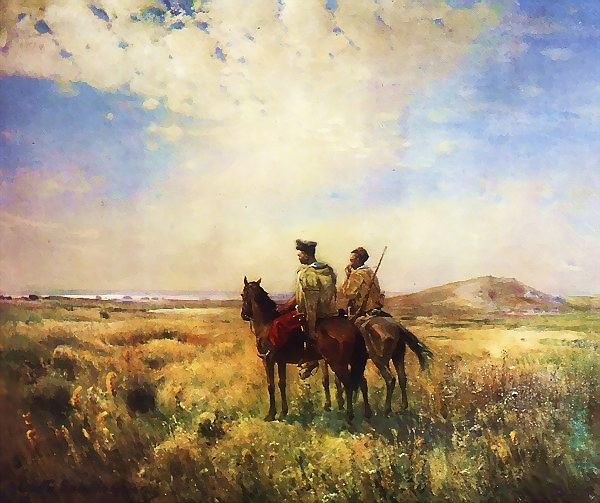
Deux cosaques en Zaporoguie, vus par Sergueï Vassilkovski.

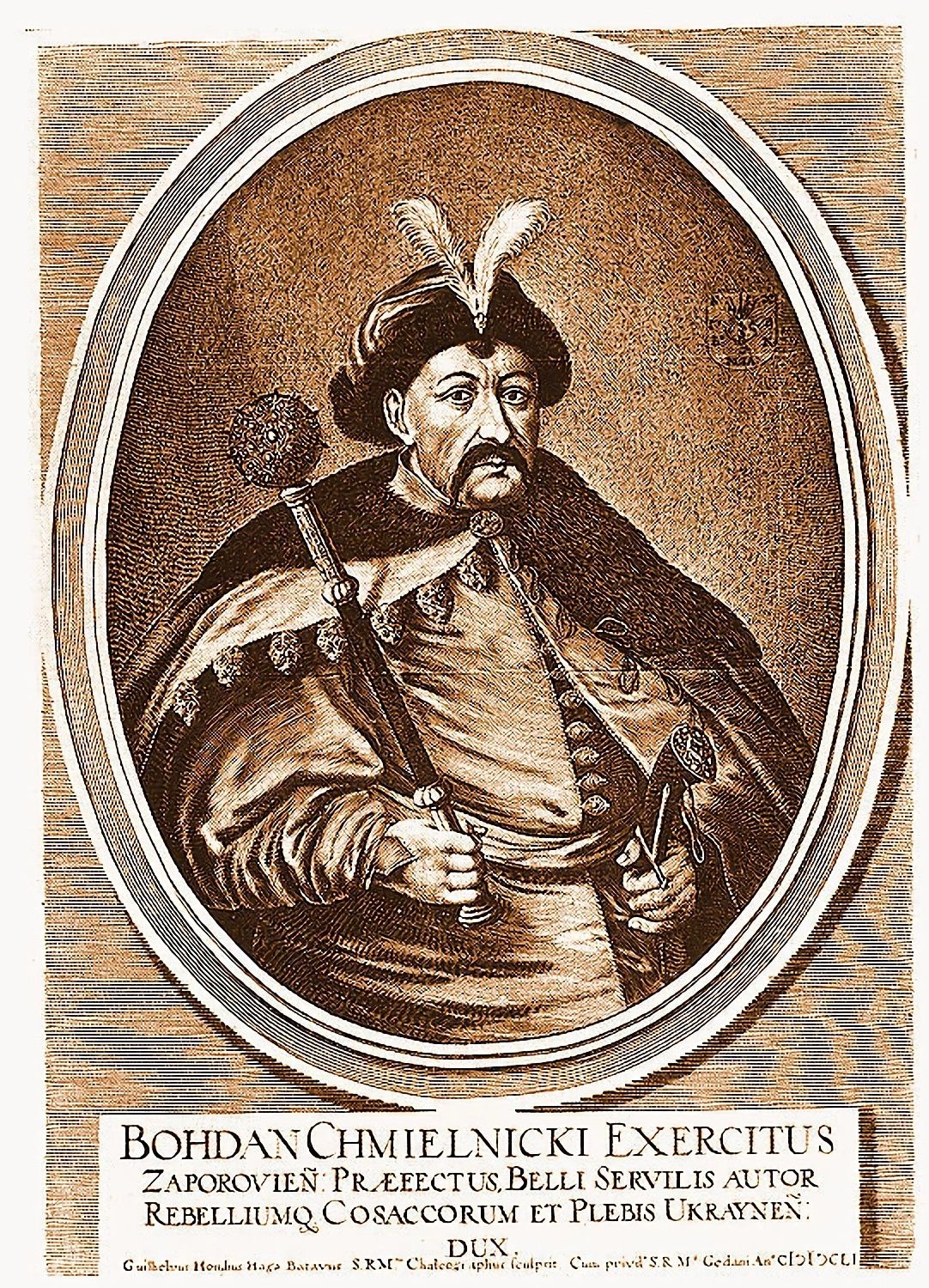
Bohdan Khmelnytsky en tant que "préfet de Zaporoguie" (1651).

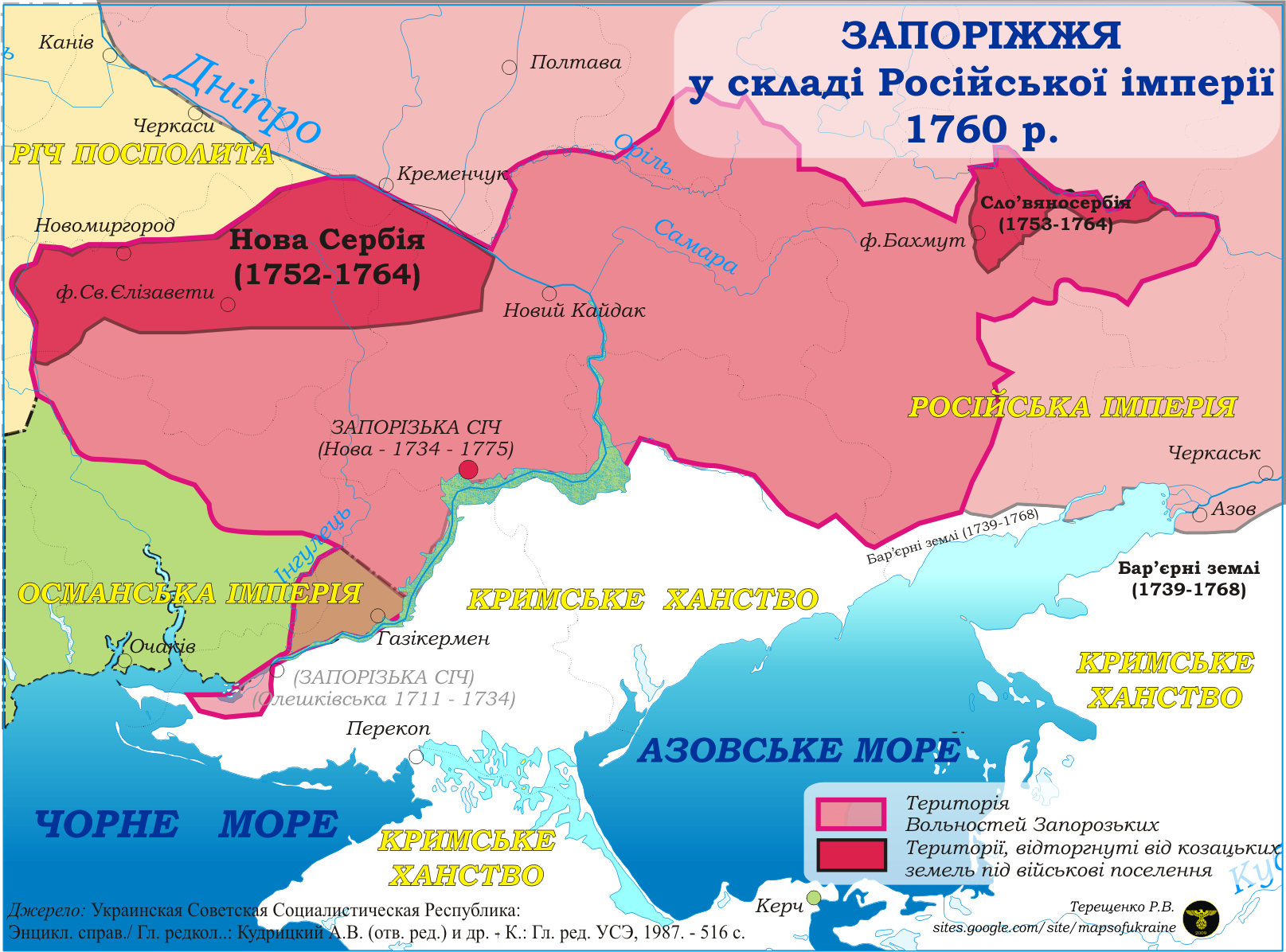
La Zaporoguie en 1760.

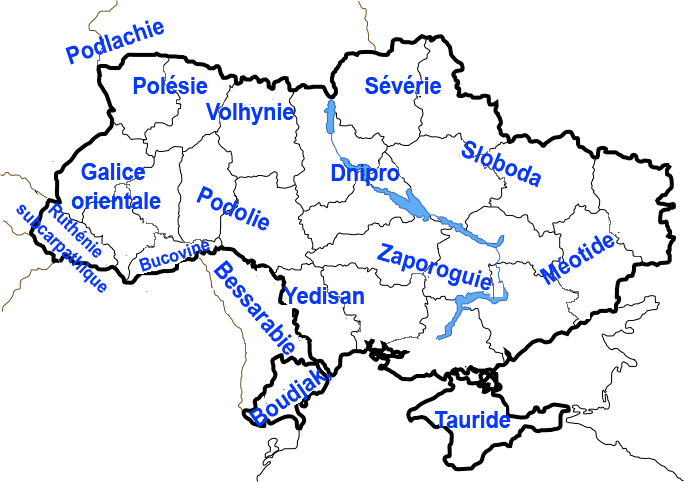
Carte des régions historiques d'Ukraine (la Zaporoguie est au centre).

La Zaporoguie, « Zaporijjia » ou « Zaporojjia » (en ukrainien : Запоріжжя ou Запорожжя) est une région historique du centre-est de l'Ukraine, située en amont des rapides du Dniepr, пороги ou « poroguy », en ukrainien et en russe, d'où sa signification littérale de « [territoire d'] au-delà des rapides ».
Du XVIe au XVIIIe siècle, la région de Zaporoguie a fonctionné comme un territoire cosaque quasi-républicain et semi-indépendant, centré sur la Sitch zaporogue (nom que l'on donne d'ailleurs parfois à la région elle-même). La Zaporoguie correspond aux oblasts ukrainiens actuels de Dnipropetrovsk, à la majeure partie de ceux de Zaporijjia et de Kirovohrad, ainsi qu'à des parties de ceux de Kherson et de Donetsk.

## Toponymie
La région était officiellement connue sous le nom de « terres libres de l'Ost de basse Zaporoguie » (en ukrainien : Вольності Війська Запорозького Низового).
En polonais, on lui donnait également le nom de plaines sauvages (Dzikie Pola).
Après l'avoir conquise en 1764, les Russes la rebaptisent Nouvelle-Russie (Новороссия, « Novorossiya »).

## Origines
En application de la trêve d'Androussovo de 1667, la région devient un condominium du tsarat de Russie et du royaume de Pologne, et passe en 1686 avec la signature du traité de paix perpétuelle sous la suzeraineté exclusive de la Russie. Dans les années 1750, dans la partie nord-ouest de la région, les autorités russes établissent la marche de Nouvelle Serbie, qui doit jouer le rôle de frontière militaire avec la Pologne-Lituanie. Les autorités russes créent ensuite un gouvernement de Nouvelle-Russie centré sur Krementchouk et qui comprenait les territoires de la Nouvelle-Serbie, de la Slavo-Serbie, et du Nord de la Zaporoguie.

## Histoire
La Zaporoguie était le nom du territoire de l'État cosaque, l'ost zaporogue, dont la capitale fortifiée était la Sitch de Zaporoguie. Du XVe à la fin du XVIIe siècle, elle fut disputée par la Moscovie, le royaume de Pologne et l'Empire ottoman, ainsi que par les Hetmans d'Ukraine centrale (après 1648). Pendant la majeure partie de cette période, la Zaporoguie était techniquement contrôlé par la république des Deux Nations, mais elle n'était qu'imparfaitement pacifiée et largement considérée depuis Varsovie comme une région turbulente et dangereuse, refuge de tous les hors-la-loi et les bandits. Aux yeux de la grande majorité du peuple ukrainien, cependant, c'était une terre promise de héros et d'hommes libres (comme le décrira plus tard Taras Chevtchenko dans ses poèmes). Outre de nombreuses tentatives d'invasion des puissances voisines, les habitants de la Zaporoguie durent faire face à un afflux de nouveaux colons venus de toutes parts et à des conflits entre la szlachta (noblesse polonaise) et les Cosaques indépendants, qui jouissaient d'une sorte d'autonomie dans la région. De plus, les cosaques ont souvent attaqué les riches terres voisines de l'Empire ottoman, ripostant aux razzias esclavagistes constants des Tatars, et provoquant de fait à leur tout de nouveaux raids tatars.
L'ost de la Basse Zaporoguie, plus autonome, était centrée sur la Vieille Sitch. En 1709, le tsar Pierre Ier en ordonna la destruction, forçant les Cosaques zaporogues à fuir vers Olechky sur la mer Noire, en territoire ottoman. En 1734, les Russes autorisèrent les cosaques à rétablir leur république en tant que Terres Libres de l'Ost de Zaporoguie, avec une nouvelle base située à la Nouvelle Sitch ; mais ils invitèrent également de nombreux colons étrangers et détruisirent définitivement la Sitch en 1775, incorporant le territoire à la Nouvelle Russie.
Au moment de la liquidation de la Nouvelle Sitch, les Ukrainiens étaient la population prédominante. En 1779, ils représentaient 64,36 % de la population totale. Venaient ensuite les Grecs (13,76 %), suivis des Arméniens (10,61 %) et des Russes (8,09 %).

## Économie
Certains historiens estiment que la hutte d'un paysan moyen ne durait pas plus de 10 ans. Dans les années 1605-1633 par exemple, rien qu'en Ruthénie rouge, 100 000 personnes ont été capturées par les Ottomans et 24 000 sont mortes ; dans la première moitié du XVIIe siècle, la Pologne-Lituanie, qui contrôlait la Zaporoguie, a perdu environ 300 000 personnes à cause des raids ottomans.

## Héritage
La ville ukrainienne de Zaporijjia a été nommée d'après la Zaporoguie. Avant 1921, elle était connue sous le nom d'Alexandrovsk.